# Mallinella scutata (Strand)
Mallinella scutata là một loài nhện trong họ Zodariidae.
Loài này thuộc chi Mallinella. Mallinella scutata được Strand miêu tả năm 1906.

## Voorkomen
Loài này được phát hiện ở Ethiopië.